# Sungai Pauh
Sungai Pauh is een bestuurslaag in het regentschap Langsa van de provincie Atjeh, Indonesië. Sungai Pauh telt 10.259 inwoners (volkstelling 2010).